# Divízió I 2020
La Divízió I 2020 (detta anche "Absolute Live Divízió I 2020" per ragioni di sponsorizzazione) è la 14ª edizione del campionato di football americano di secondo livello, organizzato dalla MAFSZ.
A seguito della cancellazione della HFL a causa della pandemia di COVID-19 del 2019-2021 è il campionato di più alto livello ad essere disputato in Ungheria.

## Squadre partecipanti
| Club                 | Città       | Stadio | Sponsor ufficiale | Risultato nella stagione 2019 |
| -------------------- | ----------- | ------ | ----------------- | ----------------------------- |
| Budapest Wolves 2    | Budapest    |        |                   |                               |
| DEAC Gladiators      | Debrecen    |        |                   |                               |
| Dunaújváros Gorillaz | Dunaújváros |        | DAK Acél          |                               |
| Győr Sharks          | Győr        |        |                   |                               |
| Miskolc Steelers     | Miskolc     |        |                   |                               |
| Szombathely Crushers | Szombathely |        | NBA               |                               |

## Stagione regolare

### Calendario

#### 1ª giornata
| 5 settembre 2020 | Győr Sharks | 28 – 26 | Szombathely Crushers |  |

#### 2ª giornata
| 20 settembre 2020 | Budapest Wolves 2 | 22 – 14 | DEAC Gladiators |  |

#### 3ª giornata
| 27 settembre 2020 | Dunaújváros Gorillaz | 0 – 20 | Szombathely Crushers |  |

#### 4ª giornata
| 10 ottobre 2020 | DEAC Gladiators | 53 – 14 | Dunaújváros Gorillaz |  |

| 11 ottobre 2020 | Győr Sharks | 36 – 22 | Miskolc Steelers |  |

#### 5ª giornata
| 18 ottobre 2020 | Miskolc Steelers | 0 – 20 | Budapest Wolves 2 |  |

#### 6ª giornata
| 24 ottobre 2020, ore 13:00 | Szombathely Crushers | 12 – 14 | Budapest Wolves 2 |  |

| 25 ottobre 2020, ore 15:00 | Dunaújváros Gorillaz | 0 – 30 | Győr Sharks |  |

#### Recuperi 1
| 8 novembre 2020 | DEAC Gladiators | 7 – 28 | Miskolc Steelers |  |

### Classifiche
Le classifiche della regular season sono le seguenti:
- PCT = percentuale di vittorie, G = partite giocate, V = partite vinte,  P = partite perse, PF = punti fatti, PS = punti subiti

#### Girone Est
| Pos. | Squadra           | PCT   | G | V | N | P | PF | PS |
| ---- | ----------------- | ----- | - | - | - | - | -- | -- |
| 1    | Budapest Wolves 2 | 1.000 | 3 | 3 | 0 | 0 | 56 | 26 |
| 2    | Miskolc Steelers  | .333  | 3 | 1 | 0 | 2 | 50 | 63 |
| 3    | DEAC Gladiators   | .333  | 3 | 1 | 0 | 2 | 74 | 64 |

#### Girone Ovest
| Pos. | Squadra              | PCT   | G | V | N | P | PF | PS  |
| ---- | -------------------- | ----- | - | - | - | - | -- | --- |
| 1    | Győr Sharks          | 1.000 | 3 | 3 | 0 | 0 | 94 | 48  |
| 2    | Szombathely Crushers | .333  | 3 | 1 | 0 | 2 | 58 | 42  |
| 3    | Dunaújváros Gorillaz | .000  | 3 | 0 | 0 | 3 | 14 | 103 |

## Playoff
Avrebbero dovuto partecipare anche i Budapest Wolves ma si sono ritirati alla fine della stagione regolare, pertanto sono stati inseriti nel tabellone i DEAC Gladiators; a causa del poco preavviso, questi ultimi non hanno a loro volta partecipato, facendo così passare automaticamente il turno ai Győr Sharks.

### Tabellone
|  | Semifinali | Semifinali           | Semifinali |                      |    | XIV Pannon Bowl | XIV Pannon Bowl | XIV Pannon Bowl |  |
|  |            |                      |            |                      |    |                 |                 |                 |  |
|  | 1O         | Győr Sharks          | -          |                      |    |                 |                 |                 |  |
|  | 1O         | Győr Sharks          | -          |                      |    |                 |                 |                 |  |
|  | 3E         | DEAC Gladiators      | -          |                      |    |                 |                 |                 |  |
|  | 3E         | DEAC Gladiators      | -          |                      | 1O | Győr Sharks     | 32              |                 |  |
|  |            |                      |            |                      | 1O | Győr Sharks     | 32              |                 |  |
|  |            |                      | 2O         | Szombathely Crushers | 13 |                 |                 |                 |  |
|  | 2E         | Miskolc Steelers     | 2O         | Szombathely Crushers | 13 | 30              |                 |                 |  |
|  | 2E         | Miskolc Steelers     |            |                      |    |                 |                 |                 |  |
|  | 2O         | Szombathely Crushers | 34         |                      |    |                 |                 |                 |  |

### Semifinali
| 15 novembre 2020 | Győr Sharks | - – - (incontro non disputato) | DEAC Gladiators |  |

| Diósd 15 novembre 2020 | Miskolc Steelers | 30 – 34 | Szombathely Crushers |  |

### XIV Pannon Bowl
| Nyúl 28 novembre 2020, ore 12:00 | Győr Sharks | 32 – 13 | Szombathely Crushers |  |

## Verdetti
- Győr Sharks Campioni dell'Ungheria 2020